# Cretas
Cretas (en catalán: Queretes) es un municipio de la provincia de Teruel, comunidad de Aragón, España, en la comarca de Matarraña. Cuenta con una población de 570 habitantes (INE 2024) y tiene una extensión de 52,66 km². Se encuentra situada entre los pueblos de Valderrobres y Calaceite, cerca de los puertos de Beceite.

## Historia

### Prehistoria
La prueba más valiosa de la presencia humana en Cretas corresponde a las pinturas rupestres descubiertas en su término municipal. En 1903, el arqueólogo calaceitano Juan Cabré, descubre en el barranco del Calapatá las figuras de unos ciervos pintados, un toro, un caballo y una cabra, sobre la llamada Roca de los Moros. Dada la juventud de Cabré en aquel momento y, sobre todo, la novedad que suponía la aparición de motivos figurativos al aire libre, el hallazgo no se hizo público hasta 1907, por Santiago Vidiella a través de un breve artículo. Este descubrimiento y, muy especialmente, la publicación del calco de la otra Roca de los Moros del Cogul (Lérida) en el periódico La Veu de Catalunya atrae a Henri Breuil, uno de los más eminentes arqueólogos europeos del momento, que en colaboración con Cabré estudia las pinturas y descubre nuevas figuras más complejas y variadas en el barranco de els Gascons, el Abrigo dels Gascons, no demasiado lejos del Calapatá.
Estos hallazgos significarían el principio del estudio del hoy llamado Arte rupestre levantino (10 000-6500 años antes del presente); expresión creencial de los grupos cazadores-recolectores y el más singular de los artes prehistóricos europeos. Transcurrieron varias décadas para que los investigadores se ocuparan de nuevo de estas pinturas; en las revisiones de principios de los noventa se identifica en ese friso la presencia de figuras humanas, concretamente dos arqueros característicos del Arte Levantino, que no se habían interpretado como tales en los trabajos precedentes.
El valor de estas expresiones creenciales-artísticas de Teruel -verdaderamente el que debe considerarse como el 1.er arte turolense- y de todo el sector de implantación del Arte Levantino, ha conseguido que desde 1998 sean declaradas por la UNESCO Patrimonio de la Humanidad; máxima consideración que puede concederse a una obra humana.

### Protohistoria
Algo más recientes en el tiempo, existen evidencias que permiten afirmar que el pueblo de Cretas se levanta sobre un antiguo asentamiento ibero. Cerca de aquí, en el barranco del Calapatar y en sus alrededores se concentran la mayor parte de los asentamientos ibéricos del Matarraña y más concretamente entre el triángulo Cretas-Calaceite-Mazaleón: los poblados de Els Castellans en Cretas, el poblado de San Antonio de Calaceite y el poblado de San Cristóbal en Mazaleón serían los más representativos del territorio. Entre el siglo V y el siglo II a. C. se concentró una población tan numerosa como la que actualmente puebla estas poblaciones, la mejora de las condiciones de vida y el comercio con los griegos y fenicios favoreció el nacimiento de una cultura “los íberos” y en nuestro caso la tribu de los ausetanos del Ebro. Arqueólogos como Juan Cabré y Pere Bosch i Gimpera realizaron las primeras campañas de excavaciones en estos poblados y en el territorio.

### SigloXIX
Así se describe a Cretas en la página 167 del tomo VII del Diccionario geográfico-estadístico-histórico de España y sus posesiones de Ultramar, obra impulsada por Pascual Madoz a mediados del siglo XIX:

CRETAS

Villa con ayuntamiento en la provincia de Teruel (30 leguas), partido judicial y administración de rentas de Balderrobles (1), diócesis de Tortosa (8), audiencia territorial y capitanía general de Zaragoza (24).
Situada sobre una cumbre que le hace despejada, alegre y sano; de clima templado; combatido por los vientos N y E. Sus enfermedades más comunes son catarros, inflamaciones, tercianas y algún ataque apoplético.
Tiene 266 casas inclusa la de ayuntamiento con cárcel; escuela de instrucción primaria concurrida por 45 alumnos y dotada con 3.000 reales de vellón; otra de niñas concurrida por 42 y dotada con 1.200 reales de vellón. Iglesia parroquial bajo la advocación de Nuestra Señora de la Asunción y San Juan Bautista.
En las afueras y a 1/4 de hora de la villa hay una ermita llamada Nuestra Señora de la Misericordia, y abundantes fuentes de que se surte el vecindario y con cuyas aguas riega su huerta.
Confina el término N con el de Calaceite; E con el río Algos; S con el de Valderrobles; O con el de La Portellada.
El terreno es regular, aunque de costoso cultivo; bañan el término el río Algos que nace en el de Beceite pasando después al de Arnes (que divide Aragón y Cataluña), y el río Matarranas, que desde el término de Torre del Compte le atraviesa por un extremo siguiendo su curso hacia Valdeltormo.
Tiene monte, pero de poca consideración y tan solo poblado de arbustos.
Pasa por la población el camino de herradura para Cataluña. Recibe el correo de Alcañiz por valijero que lleva la correspondencia a Tortosa.
Producciones: trigo, cebada, avena, aceite, vino, hortaliza y frutas en años que abunda el agua; cría ganado lanar; caza de perdices, conejos y liebres, y diferentes pájaros de paso.
Industria: un molino harinero y otro de aceite.
Comercio: exportación de aceite, e importación de otros efectos.
Población: 295 vecinos, 1.110 almas.

Capital imponible: 231.619 reales de vellón.

## Demografía
Cretas cuenta con una población de 570 habitantes (INE 2024).
| Gráfica de evolución demográfica de Cretas entre 1842 y 2021                                                        |
| |
| Población de derecho según los censos de población del INE Población de hecho según los censos de población del INE |

## Administración y política
| Período   | Alcalde                                                                | Partido      |  |
| --------- | ---------------------------------------------------------------------- | ------------ |  |
| 1979-1983 | Luis Jasanada Salvador                                                 | UCD          |  |
| 1983-1987 | Luis Jasanada Salvador                                                 | UC-CDS       |  |
| 1987-1991 | Joaquín Camps Vilalta                                                  | AP           |  |
| 1991-1995 | Joaquín Juan Campanals                                                 | PAR          |  |
| 1995-1999 | Joaquín Juan Campanals                                                 | PAR          |  |
| 1999-2003 | Antoni Llerda Juan                                                     | PSOE         |  |
| 2003-2007 | Antoni Llerda Juan (2003-2005) José Miguel Dalmau Lombarte (2005-2007) | PSOE         |  |
| 2007-2011 | Adrián Portolés Pellicer                                               | PSOE         |  |
| 2011-2015 | Fernando Javier Camps Juan                                             | PP de Aragón |  |
| 2015-2019 | Fernando Javier Camps Juan                                             | PP de Aragón |  |
| 2019-2023 | Fernando Javier Camps Juan                                             | PP de Aragón |  |
| 2023-     | Fernando Javier Camps Juan                                             | PP de Aragón |  |

| Partido político    | Partido político                                   | 2003   | 2007   | 2011   | 2015   | 2019   | 2023   |
| Partido político    | Partido político                                   | Ediles | Ediles | Ediles | Ediles | Ediles | Ediles |
|                     | Partido Popular de Aragón (PP)                     | 2      | 2      | 4      | 4      | 5      | 5      |
|                     | Partido de los Socialistas de Aragón (PSOE-Aragón) | 4      | 3      | 1      | 1      | —      | —      |
|                     | Chunta Aragonesista (CHA)                          | 1      | 1      | 1      | 1      | 2      | 2      |
|                     | Partido Aragonés (PAR)                             | —      | 1      | 1      | 1      | —      | —      |
| Total de concejales | Total de concejales                                | 7      | 7      | 7      | 7      | 7      | 7      |

## Patrimonio

### Iglesia de la Asunción

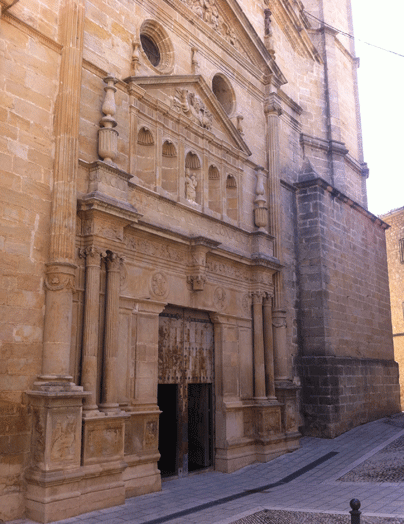
Portada y arranque de la torre de la iglesia de la Asunción

El edificio que mejor define el perfil de Cretas, es sin duda su impresionante iglesia manierista dedicada a la asunción de Nuestra Señora. Si bien, la parroquia a la que pertenece está bajo la advocación de San Juan Bautista, hecho que a menudo provoca confusiones en su nomenclatura.
Se levanta en el siglo XVI, para sustituir a un templo anterior construido probablemente en el siglo XIII. Para levantarla se rompió el trazado de la antigua muralla y se ocupó el lugar de uno de los antiguos portales, siendo el maestro constructor Sebastián Deixado, que firma únicamente como “xado”. La iconografía de su portada es muy interesante. Sobre la puerta se representan las figuras de San Pedro y San Pablo ambas enmarcadas en círculos. Sobre ellas un friso con bajorrelieves representando la pasión y la muerte de Jesús. En el primer frontón sobre las cinco hornacinas, hoy vacías, se representa a Dios como padre eterno y un poco más arriba en el frontón superior, un nuevo relieve representando la coronación de la virgen por la trinidad. Durante la guerra civil sufrió un considerable expolio perdiendo gran parte de su decoración interior recuperándolo lentamente en los años posteriores hasta 1983 cuando la iglesia de la asunción es declarada bien de interés cultural. Su sólida construcción original y las numerosas restauraciones han conseguido que hoy en día la iglesia de Cretas siga siendo considerada la más impresionante de las construcciones Cretenses.

### Calle Mayor
Si estamos en la calle Mayor, podemos decir que estamos en el mismo corazón de Cretas, ya que se trata de una de las calles más antiguas y con mayor importancia histórica de la villa.
Entramos a ella pasando bajo el arco que se abre en la llamada casa Sapera. Se trata de una antigua casa familiar construida probablemente en el siglo XV, asociada a la familia Sapera cuyo miembro más ilustre fue el obispo Francisco Climent, también llamado obispo Sapera. Haciendo esquina con la casa y aunque no está propiamente en la calle mayor, no podemos dejar de mencionar la calle de la Orden de Calatrava, conocida popularmente como la calle de la carnicería, ya que al parecer era el lugar donde el señor autorizaba las matanzas de los animales. Posee hermosas ventanas góticas y, en el número 7, encontramos en la fachada una figura esculpida representando un soldado, posiblemente de la época napoleónica o carlista.
Desde la casa Sapera hasta la plaza mayor, el trazado de Cretas sigue una estructura que bien podría tener un origen en la dominación musulmana, con una calle central de la que se derivan otras más estrechas y originalmente sin salida. Entre ellas: la calle Serrano Aparicio, que desembocaba en la antigua muralla y que popularmente se conoce como calle de la taleca por su particular forma de estrecharse; y la calle San Roque, que nos conduce hasta la capilla – portal dedicada a este santo.

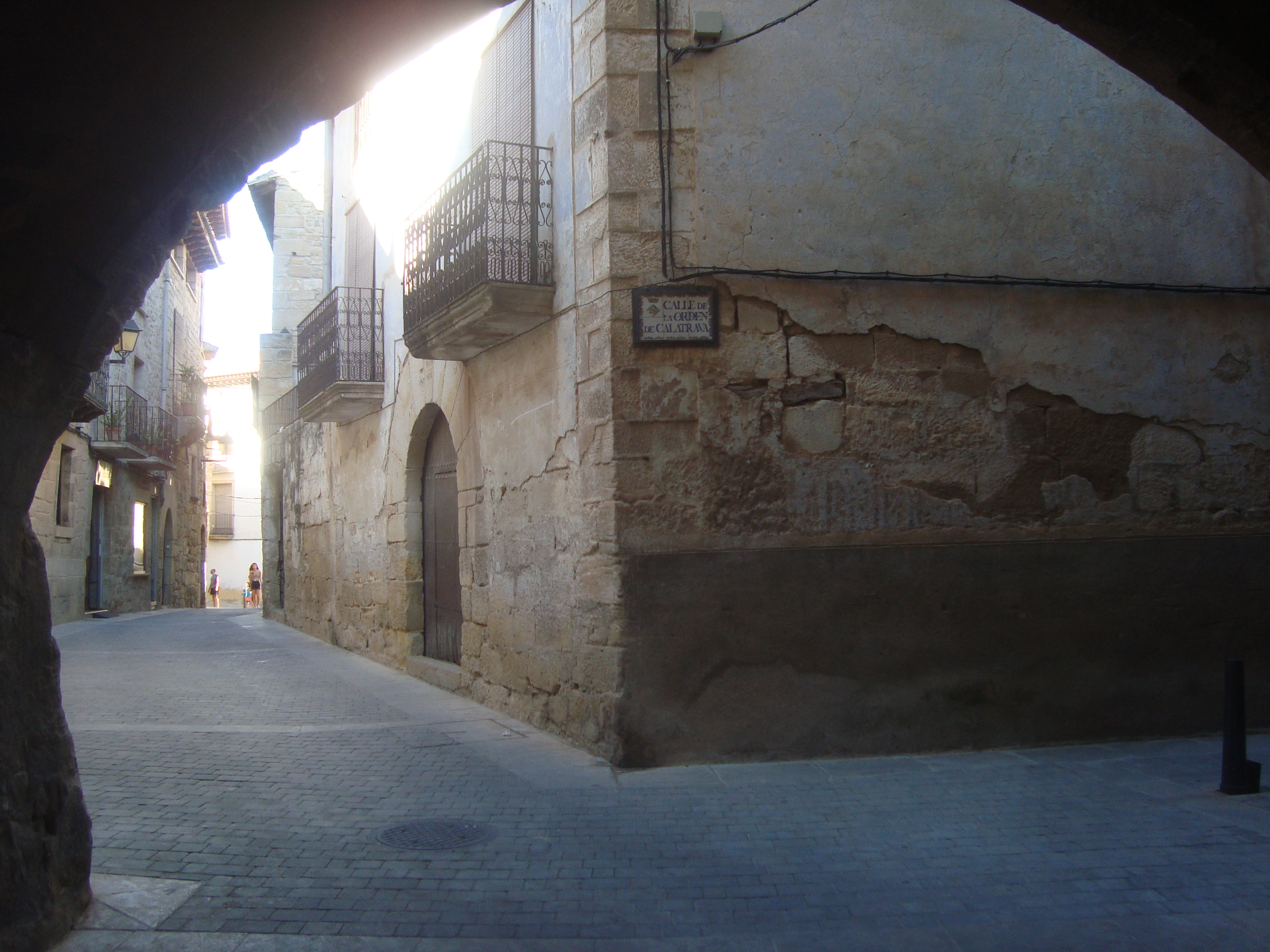
Casco antiguo de Cretas

### Casa Turull
La casa Turull recibe su nombre de esta ilustre y antigua familia cuyos miembros formaron parte de la vida social de Cretas en los siglos XVII y XVIII.
Su fama les llegó por ser constructores de órganos para iglesias, siendo responsables desde su taller en Cretas y a lo largo de varias generaciones, de los órganos de Vilafranca, Tarazona, Zurita, y una larga lista entre los que destaca especialmente el de la iglesia de Morella. Por lo que respecta a la arquitectura de Cretas los Turull fueron directamente responsables de la construcción de ocho de los más relevantes edificios de la población entre ellos, la Casa Huesa, la casa de Alfonso Celma y, por supuesto, la gran casa señorial que nos ocupa, fechada en 1746 y con un espléndido balcón de ménsulas decoradas con forma de cabezas. Tampoco podemos pasar por alto, la aportación de Felicisimo Turull a la hora de levantar la capilla de San Antonio de Padua, situada en esta misma calle en agradecimiento al santo por no haber sufrido percances durante la construcción de los edificios mencionados.

### Plaza Mayor

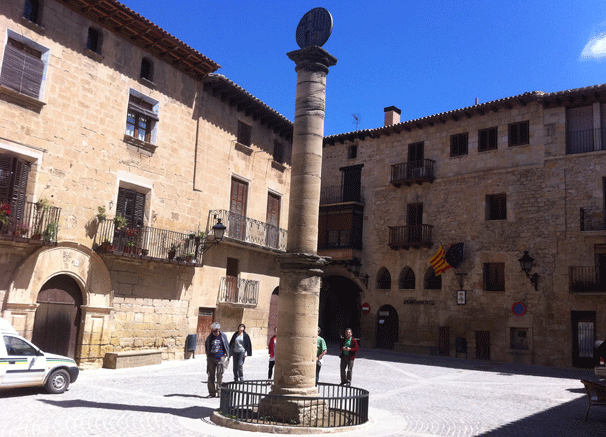
Plaza Mayor. Al fondo la Casa de la Villa

El centro neurálgico de la vida social en Cretas ha sido y es sin duda la plaza mayor, un auténtico crisol de la historia del municipio y su punto de reunión más destacado. Hoy en día se llama Plaza de España.
Lo más característico de la plaza es su magnífica columna central, originaria de 1584 y construida probablemente para un futuro edificio consistorial del que Cretas carecía en aquel momento por pertenecer administrativamente a Alcañiz. Dicha columna no estuvo siempre en la plaza, hasta bien entrado el siglo veinte estaba más allá de las murallas de la población, cerca de la capilla de San Roque. Sobre ella, el antiguo escudo de la población, con los signos que nos hablan de su larga historia. La cruz de la orden de Calatrava, fundadores cristianos de Cretas y señores de la misma hasta el siglo XV. El cordero pascual, símbolo eclesiástico posiblemente asociado al periodo de señorío del obispado de Tortosa, así como de las barras aragonesas que nos recuerdan su título de Vila real. En cuanto al escudo moderno tiene la misma simbología, pero la colocación es distinta, y pasa de ser circular a cuadrado. El resto de la plaza está formado por edificios nobles, de sillería, algunas existentes ya en el siglo XV y otras, como el actual ayuntamiento bastante más recientes en su construcción. Antiguos o modernos, todos forman el núcleo central de Cretas y son testimonio de su largo pasado histórico.

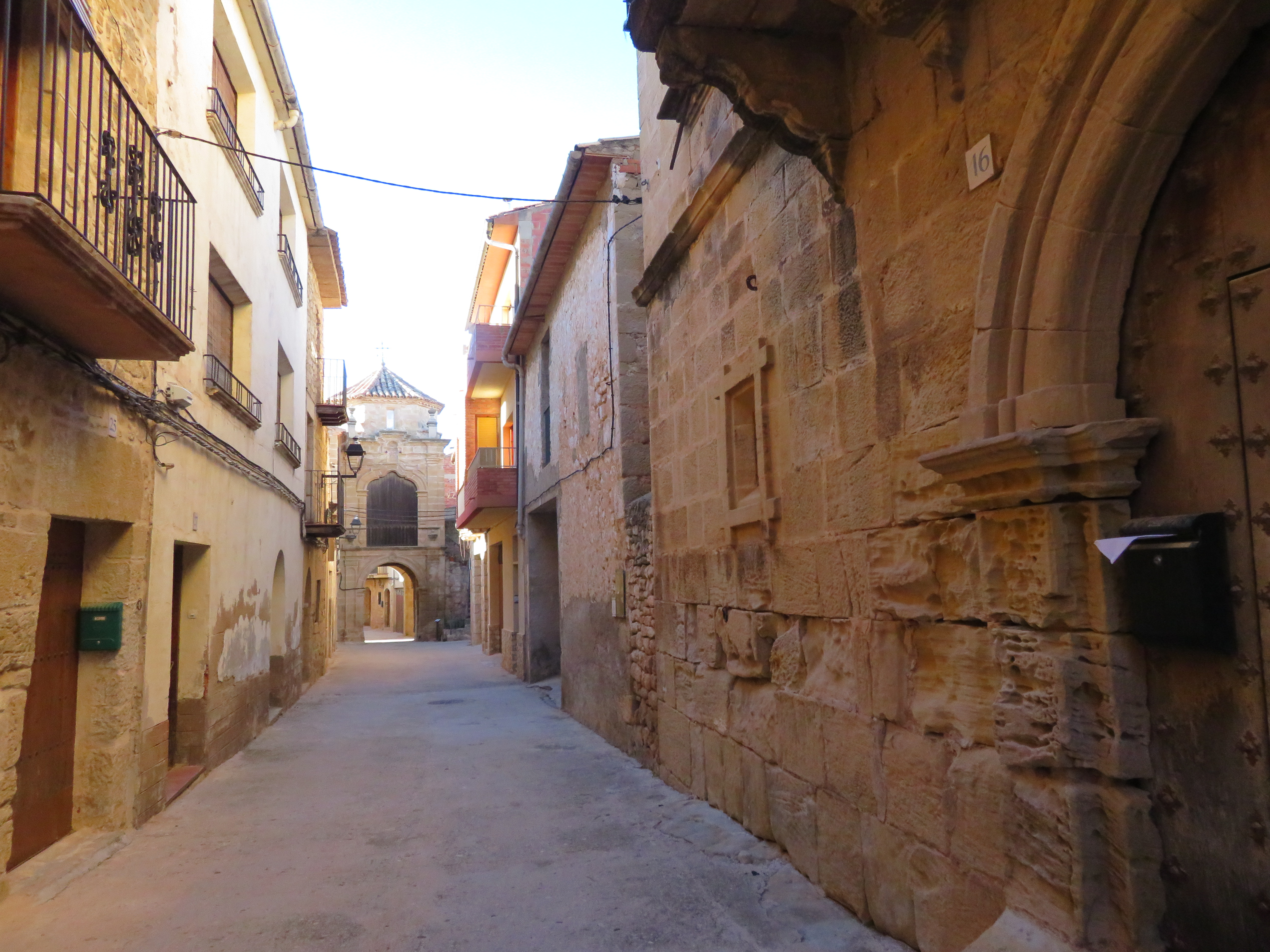
Calle de San Antonio de Padua, núcleo histórico tradicional de Cretas

### Capilla de San Antonio de Padua
Una de las construcciones más características en los pueblos del Matarraña, son los portales Capilla, de los cuales, este dedicado a San Antonio de Padua en Cretas es posiblemente uno de los más representativos e interesantes. Como sucede en otras localidades, este portal es en realidad un resto de las antiguas murallas que circundaban la población hasta el siglo XVI. A mediados del siglo XVIII se le añade la función de capilla, consagrándola en este caso a San Antonio de Padua, una figura muy reverenciada en la zona por su cualidad de patrón de las causas imposibles. A la capilla se accede por unas escaleras en uno de los laterales y la hornacina, hoy vacía, que probablemente guardó en algún momento una figura del santo protector. La proximidad de la capilla de San Antonio con la Casa Turull (a pocos metros en la calle San Antonio) puede no deberse a la casualidad, ya que, según se dice, fue Felicísimo Turull quien costea las obras de la capilla en agradecimiento al santo por no haber tenido percances en la construcción de los ocho grandes edificios que manda construir en el Cretas del siglo XVIII.

### Portal de San Roque
“La capelleta de Sant Roc, lo qui no acudirà la peste li agarrarà”. 
Este sencillo estribillo, aún a día de hoy cantado por los niños de Cretas, puede remontarnos hasta los orígenes de la consagración de este antiguo portal de la muralla a la figura de San Roque. Como en otros lugares de la comarca, el poder de este santo es invocado como protección contra epidemias y enfermedades, especialmente la peste, que Cretas sufrió a lo largo del siglo XVII y que motivó la construcción de esta capilla y el “hospital” que ocupaba el mismo edificio. Se trataba en realidad de una especie de albergue para necesitados donde acudían los enfermos y los pobres, así como los heridos en tiempo de guerra y que se mantendría en funcionamiento hasta bien entrado el siglo XIX.
Cabe resaltar que, hasta 1962, la columna que hoy en día se levanta en la plaza mayor estuvo situada a pocos metros de la capilla de San Roque en el exterior del antiguo recinto amurallado y donde hoy en día podemos contemplar el “monumento a la mujer” levantado en 1996.

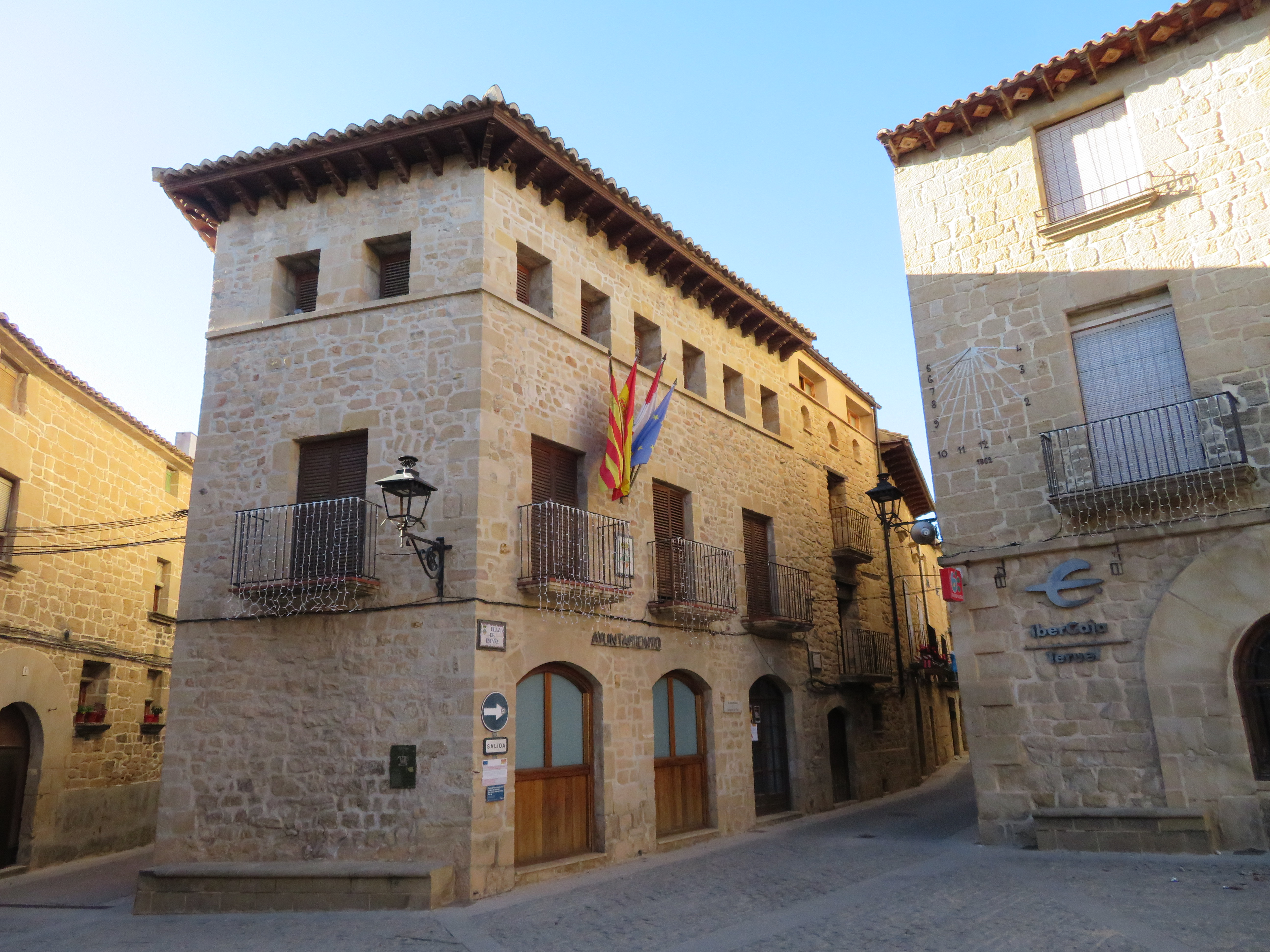
Ayuntamiento de Cretas

## Festejos
Sus Fiestas Mayores se celebran del 7 al 12 de octubre (8 Santa Pelagia, 12 Pilar), también se celebran Fiestas de agosto del 14 al 16 de agosto. Aparte se celebran otras fiestas como son las San Antonio (17 de enero, hoguera), de Santa Águeda (hacia el 5 de febrero, fiesta de las mujeres), Feria del Vino (sábado y domingo de Ramos, unido a la feria medieval), San Jorge (23 de abril), romería de la ermita (segundo fin de semana de mayo), Fiesta de los Quintos (julio), sumado a más celebraciones que dan a este pueblo una fama de fiesteros.